# غوين (غافروبارمون)
غوین (بالفارسية: گوین) هي قرية تقع في إيران في قسم غافروبارمون الريفي. يقدر عدد سكانها بـ 73 نسمة بحسب إحصاء 2016.